# アクターズゲイト 松来未祐のぷるるん大作戦!!
アクターズゲイト 松来未祐のぷるるん大作戦!!（アクターズゲイト まつきみゆのぷるるんだいさくせん!!）は文化放送で放送されていたラジオ番組（アニラジ）。2006年10月8日スタート。2006年12月24日終了。

## 放送時間
- 毎週日曜日 21:00 - 21:30[1]

## パーソナリティ
- 松来未祐
- 松田いよ
- 五島貴史

## コーナー
- 松来未祐のムコとり大作戦!!
｢結婚したい!温かい家庭が欲しい!｣そんな夢を持ち続けている松来未祐が来たるべく結婚生活に備えるためのコーナー。結婚後の夫婦のシチュエーションを想定し、松来が妻を演じ、松田が夫を演じる。

- 五島貴史のきょろきょろ大作戦!!
五島貴史が様々な場所に出かけてきょろきょろしてきたレポートを紹介するコーナー。五島がスタジオに入る際に、CHAGE and ASKAの「YAH YAH YAH」がテーマ曲として掛かる。コーナー衣装は背中の開いたメイド服と白のスパッツで、秋葉原での屋外収録や、公開録音（後述）にもこの格好で登場した。

- そうだ。いよ太と遊ぼう
声優の卵、松田いよがネコのいよ太に扮して、飼い主役の松来未祐とミニドラマを演じる。BGMは「犬のおまわりさん」。12月10日の放送はATS制度（後述）により、五島貴史presents そうだ。いよ太と遊ぼうになっていた。

### ATS（アクティブ・タイム・スケジュール）制度
松来未祐のムコとり大作戦!!と、五島貴史のきょろきょろ大作戦!!には、コーナーの放送時間を決めるアクティブ・タイム・スケジュール(Active Time Schedule)制度が導入されている。これは、番組を聴いたリスナーが、聞いてよかったと思うほうに投票し、得票数によってコーナーの放送時間が決まるというものである。そして、五島の得票数が松来の得票数を上回った影響で2006年12月10日の放送はアクターズゲイト 五島貴史のぷるるん大作戦!!として放送され、五島がメインで松来と松田がアシスタントという扱いになった。

## 公開録音
2006年11月4日16時30分から文化放送メディアプラスホール（浜松町）で公開録音の収録が行われ、第5回と第6回にて放送された。ゲストに金田朋子を迎えSD☆Childrenの生ライブなどが行われた。